# Озеро Забвения
О́зеро Забве́ния (лат. Lacus Oblivionis) — маленький морской участок на обратной стороне Луны. Размер — 38×24 км, координаты центра — 20°24′ ю. ш. 168°30′ в. д. / 20,4° ю. ш. 168,5° в. д.. Имеет неправильную форму с перехватом и небольшим островком.
Озеро Забвения «зажато» между кратерами Мохоровичич R (на северо-востоке) и Снядецкий Y (на юго-западе). Наименованных деталей поверхности не имеет.

## Название
Впервые Озеро Забвения было отмечено на карте «Maps of Lunar Hemispheres», изданной Антонином Рюклем в 1972 году.
В 1976 году это название было утверждено Международным астрономическим союзом.